# Iraklij Morkow
Iraklij Iwanowicz Morkow (ros. Ираклий Иванович Морков, ur. 2 listopada 1753, zm. 26 marca 1828) – rosyjski generał porucznik, hrabia.
Po ukończeniu korpusu kadetów Morkow służył w preobrażeńskim pułku gwardii, sławę zdobył w czasie wojny rosyjsko-tureckiej w latach 1787–1792, gdy wraz z Suworowem brał udział w zdobyciu Oczakowa w 1788 i twierdzy Izmaił dnia 22 grudnia 1790. W 1792 jako posłaniec Kutuzowa przybył do cesarzowej Katarzyny II z wieścią o pokoju w Jassach, za co m.in. uzyskał awans na generała. Brał udział w wojnie polsko-rosyjskiej w 1792 (Bitwa pod Zieleńcami).
W 1799 zwolniony z armii przez cara Pawła I w stopniu generała porucznika i tytułem hrabiowskim, lecz w 1812 stanął znów na czele moskiewskiej milicji (opołczenija). Przez Suworowa nazywany „rycerzem bez skazy i zmazy”, znany był z wielkopańskich upodobań, gestu i twardej ręki wobec poddanych.